# Ервін Кайзер
Ервін Кайзер (нім. Erwin Kaiser; 19 вересня 1896, Міхелау — ?) — німецький офіцер, оберст (полковник) вермахту. Кавалер Німецького хреста в золоті.

## Біографія
Учасник Першої світової війни. 21 вересня 1915 року поступив фанен-юнкером на службу в 97-й піхотний полк. 18 травня 1919 року вийшов у відставку.
1 липня 1934 року поступив на службу в 21-й піхотний полк. З 1 жовтня 1934 року служив у 3-му піхотному полку (Байройт). З 15 жовтня 1935 року — начальник 42-го піхотного полку. З 12 по 29 березня 1938 року брав участь в аншлюсі Австрії.
З 1 вересня 1939 по 9 березня 1942 року — командир 2-го батальйону 42-го піхотного полку. З 10 березня по 8 травня — керівник 72-го піхотного полку. З 9 травня по 14 листопада 1942 року — на лікуванні в 72-му запасному піхотному батальйоні. З 19 липня 1943 року — командир 5-го запасного гренадерського полку. З 25 квітня 1944 року — командир 1060-го гренадерського полку.

## Звання
- Фанен-юнкер (21 вересня 1915)
- Фенріх (28 березня 1916)
- Лейтенант (28 вересня 1916)
- Гауптман (1 липня 1934)
- Майор (1 грудня 1939)
- Оберст-лейтенант (1 березня 1942)
- Оберст (1 вересня 1944)

## Нагороди

### Перша світова війна
- Залізний хрест
  - 2-го класу (26 червня 1916)
  - 1-го класу (5 вересня 1918)

### Міжвоєнний період
- Почесний хрест ветерана війни з мечами (20 лютого 1935)
- Медаль «За вислугу років у Вермахті» 4-го класу (4 роки) (2 жовтня 1936)
- Медаль «У пам'ять 13 березня 1938 року»

### Друга світова війна
- Застібка до Залізного хреста
  - 2-го класу (3 жовтня 1939)
  - 1-го класу (19 червня 1940)
- Нагрудний знак «За поранення» в чорному (10 серпня 1941)
- Штурмовий піхотний знак (24 грудня 1941)
- Німецький хрест в золоті (1 березня 1942)
- Почесна застібка на орденську стрічку для Сухопутних військ (15 грудня 1944)